# Jeff Nielsen
Pour les articles homonymes, voir Nielsen.
Jeff Nielsen (né le 20 septembre 1971 à Grand Rapids dans l'État du Minnesota aux États-Unis) est un joueur professionnel américain de hockey sur glace. Il évolue au poste d'ailier droit.
Il a un frère, Kirk Nielsen, qui est également joueur de hockey professionnel.

## Biographie
Repêché au quatrième tour, 69e rang au total, par les Rangers de New York lors du repêchage d'entrée dans la LNH 1990, il passe quatre saisons avec les Golden Gophers de l'Université du Minnesota. Après avoir commencé sa carrière professionnelle en 1994-1995 avec l'équipe affiliée avec New York, les Rangers de Binghamton, il fait ses débuts dans la LNH avec les Rangers de New York durant la saison 1996-1997, prenant part à 2 parties.
Il signe comme agent libre avec les Mighty Ducks d'Anaheim durant l'été 1997. Après une saison à jouer entre la LNH et la LAH, il devient régulier avec les Mighty Ducks en 1998-1999 en jouant 80 parties. 
Il joue deux saisons complètes avec les Mighty Ducks avant d'être réclamé au repêchage d'expansion de la LNH 2000 par le Wild du Minnesota. Il joue 59 parties avec le Wild durant leur saison inaugurale avant de se retirer après cette saison. Il conclut sa carrière avec 252 parties dans la LNH.
Au niveau international, il a joué avec l'équipe nationale des États-Unis lors du championnat du monde de hockey sur glace 2000.

## Statistiques

### En club
| Saison     | Équipe                     | Ligue      |     | Saison régulière | Saison régulière | Saison régulière | Saison régulière | Saison régulière |   | Séries éliminatoires | Séries éliminatoires | Séries éliminatoires | Séries éliminatoires | Séries éliminatoires |
| Saison     | Équipe                     | Ligue      | PJ  | B                | A                | Pts              | Pun              | PJ               | B | A                    | Pts                  | Pun                  |                      |                      |
| 1990-1991  | Université du Minnesota    | WCHA       | 45  | 11               | 14               | 25               | 50               | -                | - | -                    | -                    | -                    |                      |                      |
| 1991-1992  | Université du Minnesota    | WCHA       | 44  | 15               | 15               | 30               | 74               | -                | - | -                    | -                    | -                    |                      |                      |
| 1992-1993  | Université du Minnesota    | WCHA       | 42  | 21               | 20               | 41               | 74               | -                | - | -                    | -                    | -                    |                      |                      |
| 1993-1994  | Université du Minnesota    | WCHA       | 41  | 29               | 16               | 45               | 94               | -                | - | -                    | -                    | -                    |                      |                      |
| 1994-1995  | Rangers de Binghamton      | LAH        | 76  | 24               | 13               | 37               | 139              | 7                | 0 | 0                    | 0                    | 22                   |                      |                      |
| 1995-1996  | Rangers de Binghamton      | LAH        | 64  | 22               | 20               | 42               | 56               | 4                | 1 | 1                    | 2                    | 4                    |                      |                      |
| 1996-1997  | Rangers de Binghamton      | LAH        | 76  | 27               | 26               | 53               | 71               | 4                | 0 | 0                    | 0                    | 7                    |                      |                      |
| 1996-1997  | Rangers de New York        | LNH        | 2   | 0                | 0                | 0                | 2                | -                | - | -                    | -                    | -                    |                      |                      |
| 1997-1998  | Mighty Ducks de Cincinnati | LAH        | 18  | 4                | 8                | 12               | 37               | -                | - | -                    | -                    | -                    |                      |                      |
| 1997-1998  | Mighty Ducks d'Anaheim     | LNH        | 32  | 4                | 5                | 9                | 16               | -                | - | -                    | -                    | -                    |                      |                      |
| 1998-1999  | Mighty Ducks d'Anaheim     | LNH        | 80  | 5                | 4                | 9                | 34               | 4                | 0 | 0                    | 0                    | 2                    |                      |                      |
| 1999-2000  | Mighty Ducks d'Anaheim     | LNH        | 79  | 8                | 10               | 18               | 14               | -                | - | -                    | -                    | -                    |                      |                      |
| 2000-2001  | Wild du Minnesota          | LNH        | 59  | 3                | 8                | 11               | 4                | -                | - | -                    | -                    | -                    |                      |                      |
| Totaux LNH | Totaux LNH                 | Totaux LNH | 252 | 20               | 27               | 47               | 70               | 4                | 0 | 0                    | 0                    | 2                    |                      |                      |

### En équipe nationale
| Année | Équipe     | Compétition          |   | PJ | B | A | Pts | Pun      |  | Résultat |
| 2000  | États-Unis | Championnat du monde | 7 | 1  | 1 | 2 | 2   | 5e place |  |          |

## Trophées et honneurs personnels
- 1993-1994 : nommé dans la deuxième équipe d'étoiles de la WCHA.